# Manavi
Manavi (Georgisch:მანავი) is een dorp in Oost-Georgië met 2.769 inwoners (2014), gelegen in de gemeente Sagaredzjo in de regio Kacheti. Het is gesitueerd aan de voet van het Gomborigebergte aan de rand van de Iori-riviervallei en ligt op ongeveer 570 meter boven zeeniveau. Manavi ligt ongeveer tien kilometer ten oosten van het gemeentelijk centrum Sagaredzjo en 57 kilometer van hoofdstad Tbilisi aan de Kacheti Highway S5. Het dorp is naamgever van een wijnappellatie.

## Geschiedenis
De vroegst bekende beschrijvingen van het dorp gaan terug naar de 18e eeuw, maar vondsten bij het Manavi-fort in 2007 van laat-middeleeuws aardewerk suggereren dat de locatie al langer bewoond is. Koning David II van Kacheti (1709-1722) liet in Manavi een paleis bouwen. Na de slag tegen de Perzische Adzji-Tsjalab versloeg koning Erekle II van Koninkrijk Kartli-Kachetië eind 18e eeuw bij Manavi invallende strijders uit Dagestan. Gedurende zijn koningschap was het gebied van Manavi-Sagaredzjo de verzamelplaats van het Georgische leger.
In 1812 vond een opstand in Kacheti plaats tegen de Russische annexatie, onder meer in Manavi. Deze werd door Russische en Georgische strijdkrachten neergeslagen. Op een 800 meter hoge berg twee kilometer ten westen van Manavi staat het lokale fort waarvan de resten van verschillende gebouwen en drie kerken bewaard zijn gebleven. Onder het fort staat de Maagd Mariakerk, een kruiskoepelkerk uit 1794.

## Wijn
Het dorp staat bekend om de hoogwaardige groengele wijn van de Groene Kacheti druivensoort, de Manavi Mtsvane. In de historie hadden koningen kalebassen waarin wijnen werden gemaakt van deze druivensoort. De druiven van de Manavi microzone worden ook gebruikt in de Goerdzjaani mengwijn. De Manavi microzone ligt langs de voet van het Gomborigebergte, ongeveer 10 kilometer aan weerszijden van het dorp tussen Sagaredzjo en Verchviani aan weerszijden van de Kacheti Highway.

## Demografie
Volgens de laatste volkstelling van 2014 had Manavi 2.769 inwoners. Het was op negen inwoners na mono-etnisch Georgisch.
| Jaar                                                   | 1923  | 2002  | 2014  |
| ------------------------------------------------------ | ----- | ----- | ----- |
| Aantal                                                 | 1.445 | 3.106 | 2.769 |
| Verantwoording data: 1923, volkstellingen 2002 en 2014 |       |       |       |

## Vervoer
Manavi ligt aan aan de Kacheti Highway S5 die hoofdstad Tbilisi verbindt met Kacheti. Er is een station in de Tbilisi - Telavi spoorlijn, maar er rijden sinds de jaren 1990 geen treinen.

## Foto's

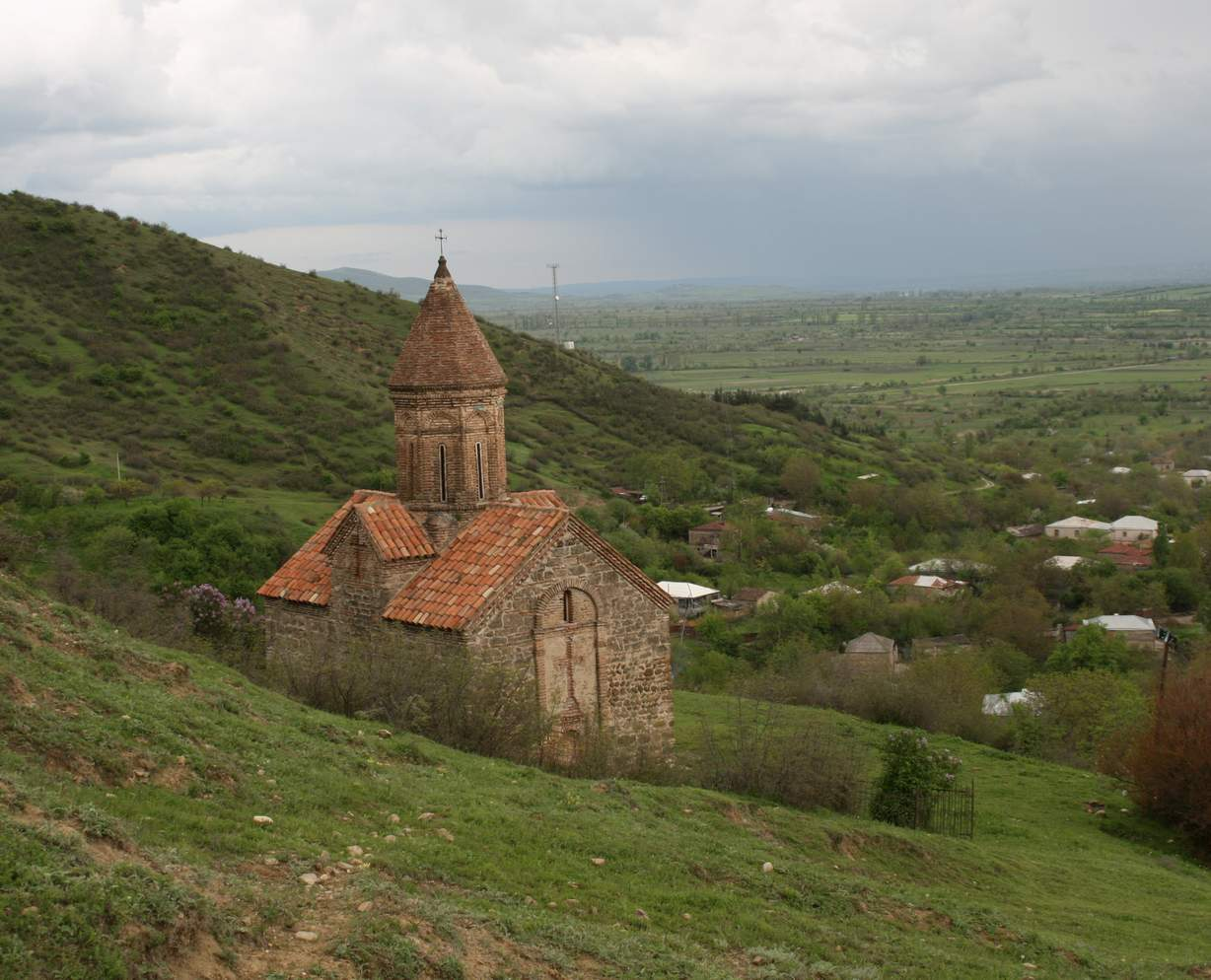
Maagd Mariakerk uit 1794
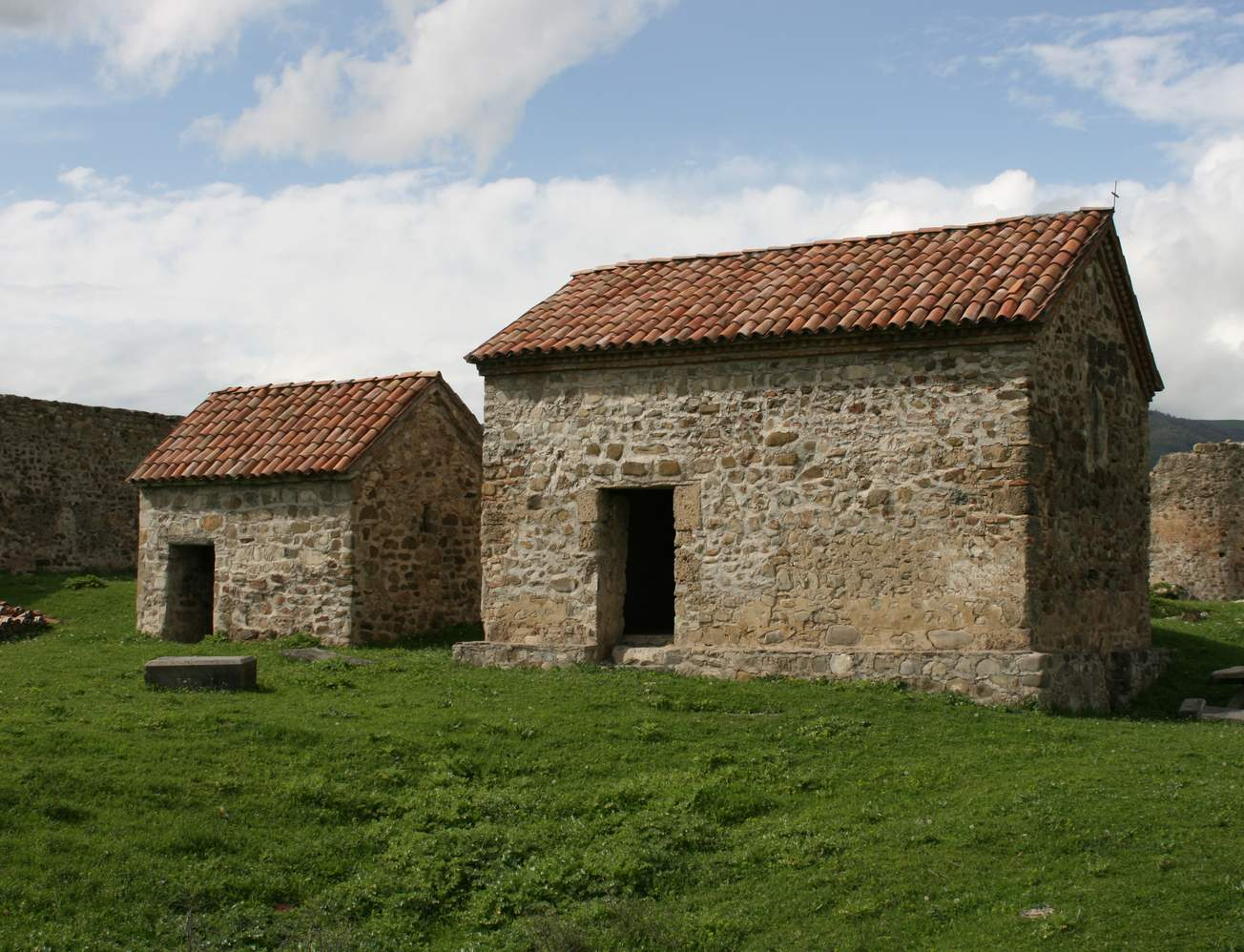
Kapellen binnen de muren van het Manavifort
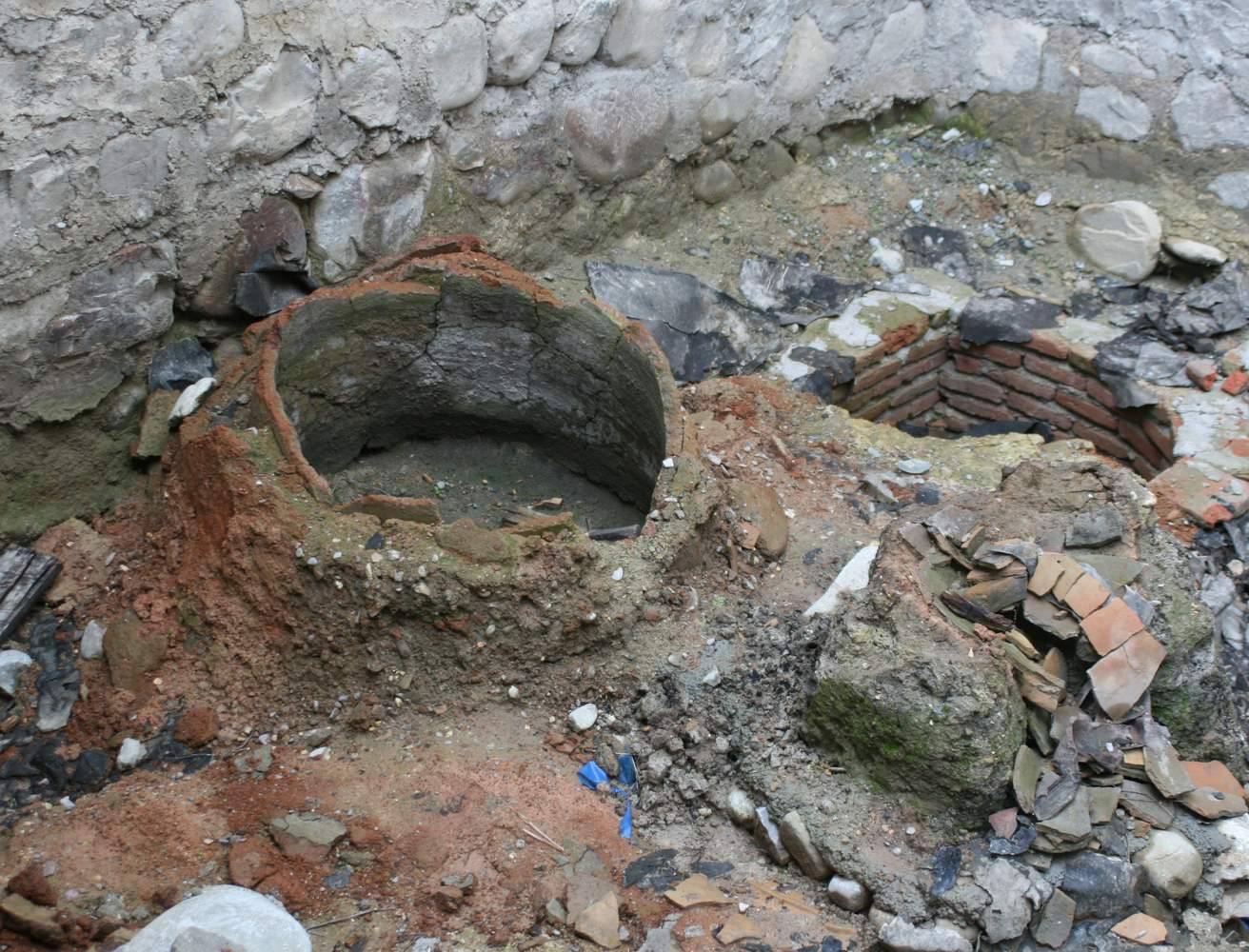
Wijnkelder in Manavifort